# Contea di Knox (Indiana)
La contea di Knox (in inglese Knox County) è una contea dello Stato dell'Indiana, negli Stati Uniti. La popolazione al censimento del 2010 era di 38 440 abitanti. Il capoluogo di contea è Vincennes.